# 方陶陶
方陶陶（1970年代—），男，中国天体物理学家，现任厦门大学物理科学与技术学院院长、天文学系系主任、教授、博士生导师，中国天文学会常务理事。